# Alphonsea maingayi
Alphonsea maingayi är en kirimojaväxtart som beskrevs av Joseph Dalton Hooker och Thomas Thomson. Alphonsea maingayi ingår i släktet Alphonsea och familjen kirimojaväxter. IUCN kategoriserar arten globalt som livskraftig. Inga underarter finns listade i Catalogue of Life.